# Dagda (ville)
Pour les articles homonymes, voir Dagda (homonymie).
Dagda est une ville de la région de Latgale en Lettonie à proximité de la frontière avec la Biélorussie. Elle a 1 525 habitants pour une superficie de 6,4 km2.